# Desa Lamboyabawa (administrativ by i Indonesien, lat -9,63, long 119,47)
Desa Lamboyabawa är en administrativ by i Indonesien.   Den ligger i provinsen Nusa Tenggara Timur, i den södra delen av landet, 1 400 km öster om huvudstaden Jakarta. Desa Lamboyabawa ligger på ön Pulau Sumba.